# Кубањски лимани
Кубањски лимани (рус. Кубанские лиманы) заједнички је назив за пространо ујезерено подручје које чине бројни лимани, лагуне и наплавне равнице у делти реке Кубањ, у делу црноморско-азовског приморја Русије. Локалитет се налази у западном делу Краснодарске покрајине и административно припада Темрјучком, Славјанском и Приморско-ахтарском рејону. Укупна површина акваторије је око 1.300 км2, а просечна дубина воде креће се између 0,5 и 2,5 метара. 
Настанак Кубањскх лимана у најјужој је вези са процесом формирања делте реке Кубањ. Језера се простиру од Анапе на југу па све до Приморско-Ахтарска на северу у дужини од више од 150 км. 
Кубањски лимани деле се у три мање групе: Таманску, Централну и Ахтарско-Гривенску. 
- Тамански лимани се налазе на Таманском полуострву и њихова укупна површина је око 390 км2. Највеćи лимани у овом делу су Ахтанизовски, Кизилташки и Витјазевски.
- Централни систем лимана чине лимани смештен углавном на подручју Славјанског рејона уз рукавац Протоку, и њихова акваторија је укупне површине око 450 км2 Највећи је Курчански.
- Ахтарско-гривенски лимански систем је најпространији и налази се у северном делу, а најзначајнији извор слатке воде у њима је река Кирпили. Највеćи лимани у овом делу су Ахтарски и Кирпиљски.

Кубањски лимани се доста користе као рибогојилишта, а поједини и као солане.